# Michal na Ostrove
Michal na Ostrove (węg. Szentmihályfa, niem. Michelsdorf in der Schütt) – wieś (obec) na Słowacji, w kraju trnawskim, w powiecie Dunajská Streda. Miejscowość położona jest na Nizinie Naddunajskiej.